# Alois Wolf
Alois Wolf (* 12. September 1929 in Micheldorf an der Krems in Oberösterreich; † 1. November 2020 in Freiburg im Breisgau) war ein österreichischer Germanistischer und Skandinavistischer Mediävist. Er war Professor für Germanische Philologie an der Albert-Ludwigs-Universität Freiburg, seit 1994 emeritiert.

## Werdegang
Nach der Matura in Linz 1949 studierte Wolf in Innsbruck und Wien Germanistik und Anglistik und wurde 1953 in Innsbruck aufgrund einer Arbeit über Gottfried von Strassburg bei Karl Kurt Klein promoviert. Er war Stipendiat am Deutschen Sprachatlas in Marburg und 1954/55 an der Universität Reykjavík. Dort arbeitete er sich ins Altnordische ein. 1955–1959 war Wolf Lektor an der Universität Hull, ab 1957 an der Universität Strassburg. Vom Sommer 1959 an war er Assistent und Lehrbeauftragter an den Universitäten Innsbruck und (ab 1964) Salzburg, wo er sich im März 1965 für das Fach Ältere deutsche Sprache und Literatur habilitierte. Nach Lehrstuhlvertretungen in Münster und Kiel wurde Wolf 1966 zum ordentlichen Professor an der Universität Kiel ernannt. Von 1973 bis zu seiner Emeritierung im Jahr 1994 lehrte er an der Universität Freiburg im Breisgau. Er nahm 1989 die Carl Schurz-Professur an der Universität Madison/Wisconsin und 1995/96 die Wolfgang Stammler-Gastprofessur an der Universität Freiburg/Schweiz wahr.
Forschungsschwerpunkte Wolfs waren die Erzählkunst des europäischen Hochmittelalters in deutscher, französischer, altnordischer und lateinischer Sprache, der höfische Roman und die Heldendichtung, sowie die höfische Lyrik.
Ab 1949 war er Mitglied der katholischen Studentenverbindung KÖHV Alpinia Innsbruck. 1961 erhielt er den Theodor-Körner-Preis der Stadt Wien, 1996 den Kulturpreis des Landes Oberösterreich. Seit 1996 war Wolf Korrespondierendes Mitglied der Österreichischen Akademie der Wissenschaften. Wolf war verheiratet und hatte zwei Kinder. Er lebte in Freiburg.

## Schriften (Auswahl)
- Christliche Literatur des Mittelalters. Pattloch, Aschaffenburg 1958.
- Gestaltungskerne und Gestaltungsweisen in der altgermanischen Heldendichtung. Fink, München 1965 (Habilitationsschrift Universität Salzburg).
- (Hrsg.): Gottfried von Strassburg (= Wege der Forschung, Bd. 320). Wissenschaftliche Buchgesellschaft, Darmstadt 1973, ISBN 3-534-05398-2.
- Variation und Integration. Beobachtungen zu mittelalterlichen Tageliedern (= Impulse der Forschung, Bd. 29). Wissenschaftliche Buchgesellschaft, Darmstadt 1979, ISBN 3-534-07783-0.
- Deutsche Kultur im Hochmittelalter 1150-1250 (= Handbuch der Kulturgeschichte, Abt. 1). Athenaion, Essen 1986, ISBN 3-7997-0098-6.
- Gottfried von Strassburg und die Mythe von Tristan und Isolde. Wissenschaftliche Buchgesellschaft, Darmstadt 1989, ISBN 3-534-01762-5.
- (Hrsg.): Snorri Sturluson. Kolloquium anläßlich der 750. Wiederkehr seines Todestages (= ScriptOralia, Bd. 51). Narr, Tübingen 1993, ISBN 3-8233-4266-5.
- Heldensage und Epos. Zur Konstituierung einer mittelalterlichen volkssprachlichen Gattung im Spannungsfeld von Mündlichkeit und Schriftlichkeit (= ScriptOralia, Bd. 68). Narr, Tübingen 1995, ISBN 3-8233-4558-3.
- Das Faszinosum der mittelalterlichen Minne. Universitätsverlag, Freiburg/Schweiz 1996, ISBN 3-7278-1035-1.
- Erzählkunst des Mittelalters. Komparatistische Arbeiten zur französischen und deutschen Literatur. Niemeyer, Tübingen 1999, ISBN 3-484-10794-4.
- Minne, aventiure, herzenjâmer. Begleitende und ergänzende Beobachtungen und Überlegungen zur Literaturgeschichte des volkssprachlichen Mittelalters (= Rombach Wissenschaft, Reihe Litterae, Bd. 155). Rombach, Freiburg i.Br. 2007, ISBN 3-7930-9496-0.
- Überbietendes Neuerzählen als Versuch der Vergegenwärtigung des „Wahren“. Überlegungen zur volkssprachlichen Literatur um 1200. Verlag der Österreichischen Akademie der Wissenschaften, Wien 2010, ISBN 978-3-7001-6843-0.
- Die Saga von den Njálsbrenna und die Frage nach dem Epos im europäischen Mittelalter (= Beiträge zur nordischen Philologie, Bd. 53). Francke, Tübingen 2014, ISBN 978-3-7720-8496-6.
- Minne - frouwe - chevalier. Volkssprachliche Literatur des Hochmittelalters als Experiment. Verlag der Österreichischen Akademie der Wissenschaften, Wien 2017, ISBN 978-3-7001-8070-8.